# Addington (Oklahoma)
Addington è una città della Contea di Jefferson, in Oklahoma. La popolazione al censimento del 2000 era di 117 persone residenti.